# Mali Korostiwci (przystanek kolejowy)
Mali Korostiwci (ukr. Малі Коростівці) – przystanek kolejowy w miejscowości Mali Korostiwci, w rejonie żmeryńskim, w obwodzie winnickim, na Ukrainie. Położony jest na linii Żmerynka – Mohylów Podolski – Ocnița.
Początkowo nosił nazwę Czapajiwka (ukr. Чапа́ївка), nawiązującą do nazwy wsi, w której jest położony. Nazwy wsi i przystanku zostały zmienione na obecne podczas dekomunizacji nazewnictwa na Ukrainie.